# Dicranomyia sublacteata
Dicranomyia sublacteata là một loài ruồi trong họ Limoniidae. Chúng phân bố ở miền Australasia.